# Henrik Kristoffersen
Henrik Kristoffersen (Lørenskog, 2 juli 1994) is een Noorse alpineskiër. Hij vertegenwoordigde zijn vaderland op de Olympische Winterspelen 2014 in Sotsji en op de Olympische Winterspelen 2018 in Pyeongchang.

## Carrière
Kristoffersen maakte zijn wereldbekerdebuut in maart 2012 in Kranjska Gora. In november 2012 scoorde hij in Levi zijn eerste wereldbekerpunten. Op de wereldkampioenschappen alpineskiën 2013 in Schladming eindigde de Noor als twintigste op de reuzenslalom, op de slalom wist hij niet te finishen. Samen met Mona Løseth, Nina Løseth en Leif Kristian Haugen eindigde hij als negende in de landenwedstrijd. In november 2013 stond Kristoffersen in Levi voor de eerste maal in zijn carrière op het podium van een wereldbekerwedstrijd. Op 28 januari 2014 boekte de Noor in Schladming zijn eerste wereldbekerzege. Tijdens de Olympische Winterspelen van 2014 in Sotsji veroverde Kristoffersen de bronzen medaille op de slalom, daarnaast eindigde hij als tiende op de reuzenslalom. Zijn bronzen medaille betekende dat hij met 19 jaar de jongste olympische medaillewinnaar was bij het alpineskiën. 
In Beaver Creek nam de Noor deel aan de wereldkampioenschappen alpineskiën 2015. Op dit toernooi eindigde hij als vierde op de slalom en als dertiende op de reuzenslalom. Met nog een slalom te gaan in het seizoen 2015/2016 had Kristoffersen genoeg punten om de wereldbeker op de slalom te pakken. Dit was voor hem de eerste eindzege in de wereldbeker. In de eindstand van de algemene wereldbeker eindigde hij op de tweede plaats, achter Marcel Hirscher. Op de wereldkampioenschappen alpineskiën 2017 in Sankt Moritz eindigde hij als vierde op zowel de slalom als de reuzenslalom. Tijdens de Olympische Winterspelen van 2018 in Pyeongchang sleepte de Noor de zilveren medaille in de wacht op de reuzenslalom, op de slalom bereikte hij de finish niet.
In Åre nam Kristoffersen deel aan de wereldkampioenschappen alpineskiën 2019. Op dit toernooi werd hij wereldkampioen op de reuzenslalom, op de slalom eindigde hij op de achtste plaats.

## Resultaten

### Olympische Winterspelen
| Jaar | Plaats      | Resultaten                |
| ---- | ----------- | ------------------------- |
| 2014 | Sotsji      | Slalom · 10e Reuzenslalom |
| 2018 | Pyeongchang | Reuzenslalom · DNF Slalom |
| 2022 | Peking      | 4e Slalom 8e Reuzenslalom |

### Wereldkampioenschappen
| Jaar | Plaats               | Resultaten                                     |
| ---- | -------------------- | ---------------------------------------------- |
| 2013 | Schladming           | 9e Landenwedstrijd 20e Reuzenslalom DNF Slalom |
| 2015 | Beaver Creek         | 4e Slalom 13e Reuzenslalom                     |
| 2017 | Sankt Moritz         | 4e Slalom 4e Reuzenslalom                      |
| 2019 | Åre                  | Reuzenslalom · 8e Slalom                       |
| 2021 | Cortina d'Ampezzo    | Slalom · 9e Reuzenslalom                       |
| 2023 | Courchevel & Méribel | Slalom · 5e Reuzenslalom                       |
| 2025 | Saalbach             | 8e Reuzenslalom 13e Slalom                     |

### Wereldbeker
Eindklasseringen
| Seizoen   | Algm   | SL     | RS     | SG  | PAR    | SC  |
| --------- | ------ | ------ | ------ | --- | ------ | --- |
| 2012/2013 | 60e    | 22e    | 41e    | -   |        | -   |
| 2013/2014 | 7e     | Brons  | 9e     | -   | -      |     |
| 2014/2015 | 8e     | 4e     | 6e     | -   | -      |     |
| 2015/2016 | Zilver | Goud   | Brons  | -   | -      |     |
| 2016/2017 | Brons  | Zilver | 5e     | -   | -      |     |
| 2017/2018 | Zilver | Zilver | Zilver | -   | -      |     |
| 2018/2019 | Brons  | 5e     | Zilver | -   | 29e    |     |
| 2019/2020 | Brons  | Goud   | Goud   | 48e | 8e     | 26e |
| 2020/2021 | 6e     | 6e     | 8e     | -   | Zilver |     |
| 2021/2022 | Brons  | Goud   | Zilver | -   | 4e     |     |
| 2022/2023 | Brons  | Zilver | Zilver | -   |        |     |
| 2023/2024 | 4e     | 6e     | 4e     | -   |        |     |
| 2024/2025 | Zilver | Goud   | Zilver | -   |        |     |

Wereldbekerzeges
| Nr | Datum            | Plaats                 | Onderdeel    |
| -- | ---------------- | ---------------------- | ------------ |
| 01 | 28 januari 2014  | Schladming             | Slalom       |
| 02 | 16 november 2014 | Levi                   | Slalom       |
| 03 | 15 maart 2015    | Kranjska Gora          | Slalom       |
| 04 | 21 maart 2015    | Méribel                | Reuzenslalom |
| 05 | 13 december 2015 | Val-d'Isère            | Slalom       |
| 06 | 22 december 2015 | Madonna di Campiglio   | Slalom       |
| 07 | 10 januari 2016  | Adelboden              | Slalom       |
| 08 | 17 januari 2016  | Wengen                 | Slalom       |
| 09 | 24 januari 2016  | Kitzbühel              | Slalom       |
| 10 | 26 januari 2016  | Schladming             | Slalom       |
| 11 | 11 december 2016 | Val-d'Isère            | Slalom       |
| 12 | 22 december 2016 | Madonna di Campiglio   | Slalom       |
| 13 | 8 januari 2017   | Adelboden              | Slalom       |
| 14 | 15 januari 2017  | Wengen                 | Slalom       |
| 15 | 24 januari 2017  | Schladming             | Slalom       |
| 16 | 21 januari 2018  | Kitzbühel              | Slalom       |
| 17 | 24 februari 2019 | Bansko                 | Reuzenslalom |
| 18 | 9 maart 2019     | Kranjska Gora          | Reuzenslalom |
| 19 | 24 november 2019 | Levi                   | Slalom       |
| 20 | 22 december 2019 | Alta Badia             | Reuzenslalom |
| 21 | 28 januari 2020  | Schladming             | Slalom       |
| 22 | 22 december 2020 | Madonna di Campiglio   | Slalom       |
| 23 | 31 januari 2021  | Chamonix               | Slalom       |
| 24 | 19 december 2021 | Alta Badia             | Reuzenslalom |
| 25 | 26 februari 2022 | Garmisch-Partenkirchen | Slalom       |
| 26 | 27 februari 2022 | Garmisch-Partenkirchen | Slalom       |
| 27 | 12 maart 2022    | Kranjska Gora          | Reuzenslalom |
| 28 | 13 maart 2022    | Kranjska Gora          | Reuzenslalom |
| 29 | 4 januari 2023   | Garmisch-Partenkirchen | Slalom       |
| 30 | 15 januari 2023  | Wengen                 | Slalom       |
| 31 | 15 december 2024 | Val-d'Isère            | Slalom       |
| 32 | 1 maart 2025     | Kranjska Gora          | Reuzenslalom |
| 33 | 2 maart 2025     | Kranjska Gora          | Slalom       |